# Neurooncología
La neurooncología es el estudio de las neoplasias del cerebro y la médula espinal, muchas de las cuales son potencialmente mortales. Astrocitoma, glioma, glioblastoma, ependimoma, glioma pontino y tumores del tronco encefálico son algunos de los muchos ejemplos. Entre los cánceres cerebrales malignos, los gliomas del tronco encefálico y la protuberancia, el glioblastoma multiforme y el astrocitoma de alto grado se encuentran entre los de peor pronóstico.

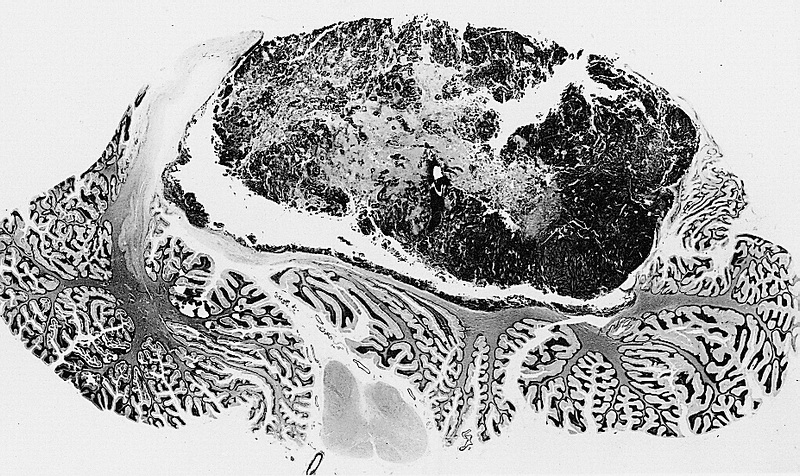
Meduloblastoma en examen histológico

Esta disciplina se interesa por el tratamiento neurológico, médico, quirúrgico y oncológico de los pacientes que padecen neoplasias primarias o metastásicas del sistema nervioso central, del periférico y de cualquier otra afección o complicación relacionada con el sistema nervioso de origen neoplásico, o por tratamientos realizados para tratar este tipo de enfermedades.
La revista Journal of Neuro-Oncology es su publicación más longeva y sirve como referencia principal para quienes trabajan en el campo de la neurooncología. 

## Métodos diagnósticos
La tomografía computarizada (TC) y la resonancia magnética nuclear (RMN) pueden detectar con eficacia una neoplasia en el cerebro. La resonancia magnética es más sensible que la tomografía computarizada para identificar lesiones, pero tiene contraindicaciones para pacientes con marcapasos cardíacos, prótesis incompatibles, clips metálicos y otros. La TC sigue siendo el método de elección para detectar calcificaciones dentro de las lesiones o erosiones óseas de la bóveda craneal o la base. El uso de agentes de contraste, que son yodados en el caso de la TC y paramagnéticos (gadolinio) en el caso de la RM, permite la adquisición de información sobre la vascularización e integridad de la barrera hematoencefálica, una mejor definición del tumor tumoral en comparación al edema circundante y la generación de hipótesis sobre el grado de malignidad. El examen radiológico también permite evaluar los efectos mecánicos y los consiguientes cambios en las estructuras cerebrales resultantes del tumor, como hidrocefalia y hernias, cuyos efectos pueden ser fatales. Finalmente, en preparación para la cirugía, este diagnóstico puede usarse para determinar la ubicación de la lesión o la infiltración del tumor en áreas vitales del cerebro. Para este propósito, la resonancia magnética es más eficiente que la tomografía computarizada porque puede proporcionar imágenes tridimensionales.